# 紳寶96

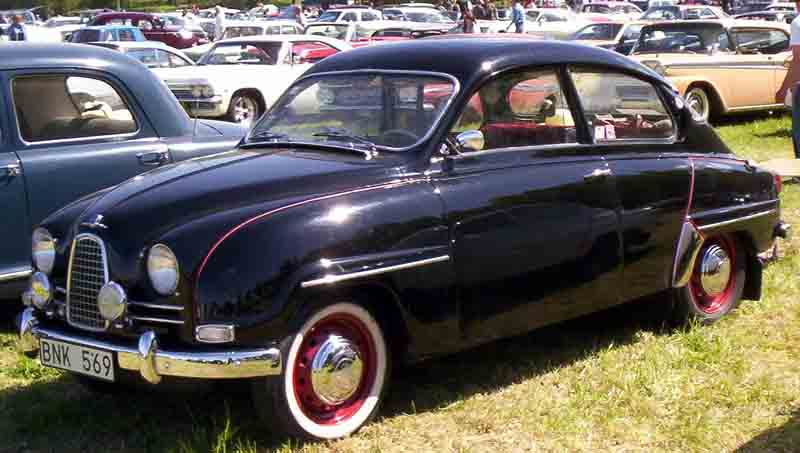
Saab 96 De Luxe 1961

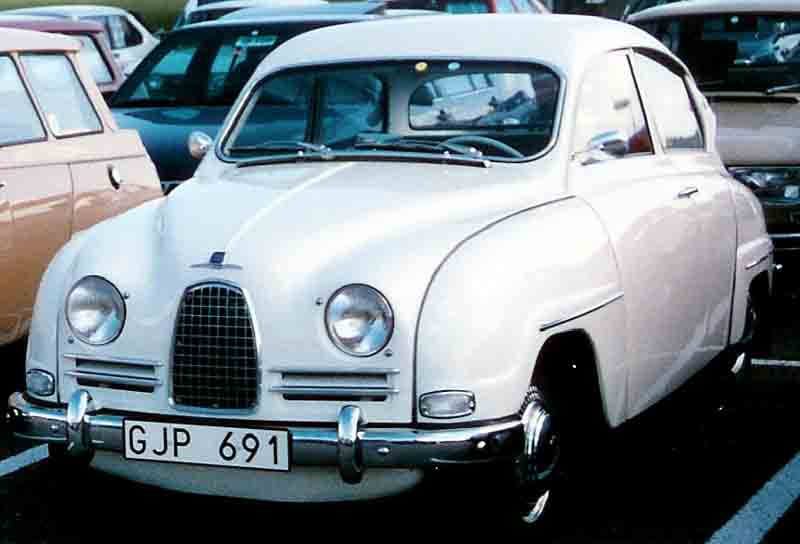
Saab 96 De Luxe 1961

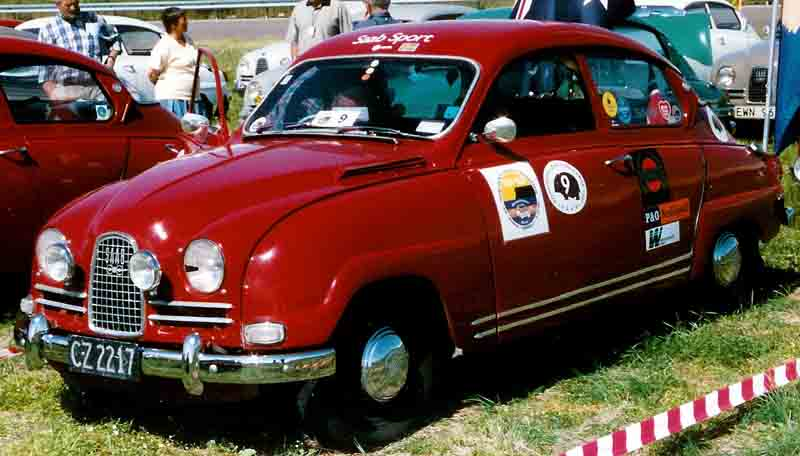
Saab Sport, a modified version of the Saab 96

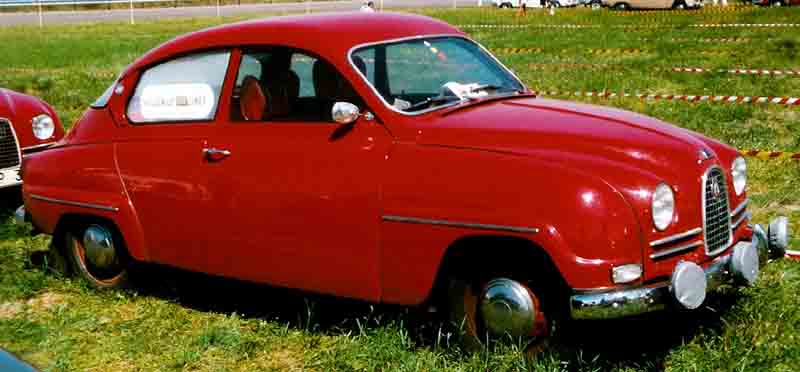
Saab 96

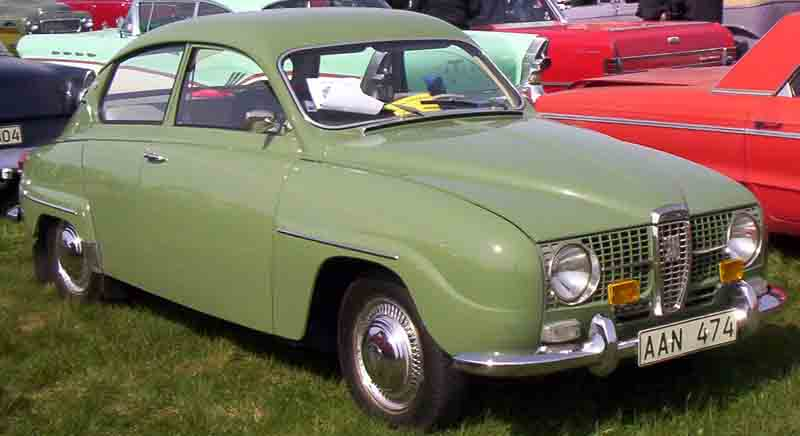
Saab 96 1965

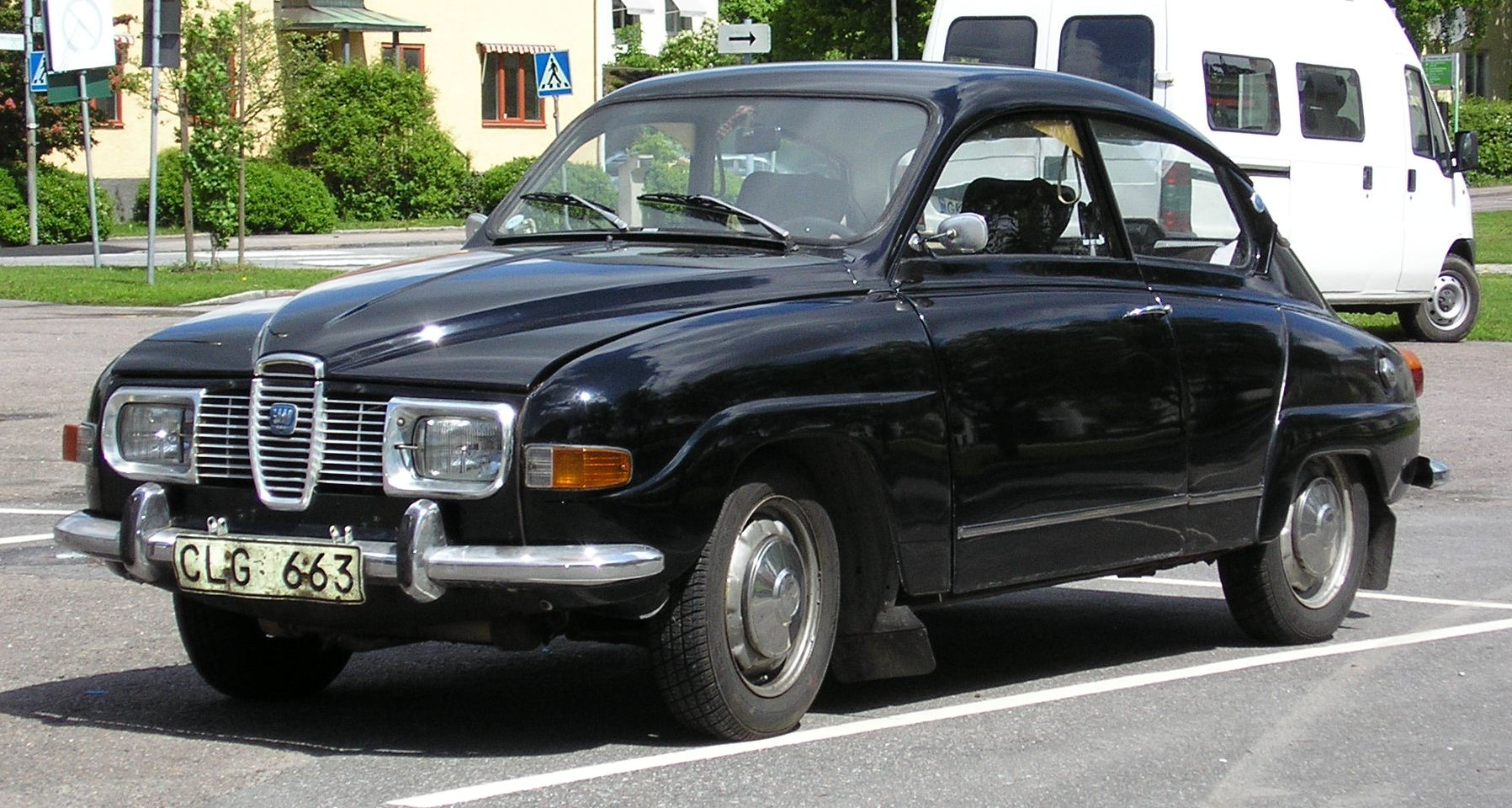
Saab 96 1971

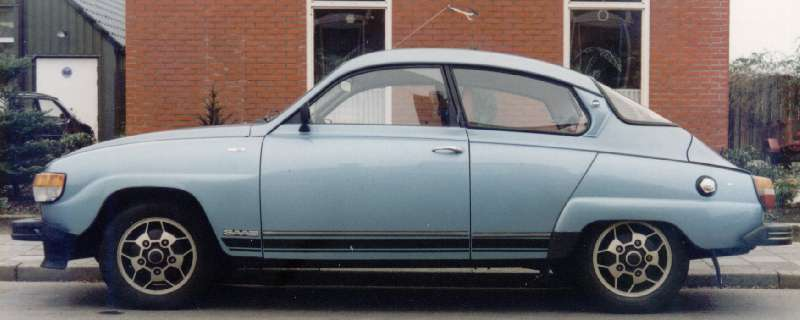
1979 Saab 96; this particular car is a limited edition model for the Netherlands, celebrating Saab's 25 years in that market

紳寶96是瑞典紳寶汽車於1960年至1980年一月生產的車款。Saab 96源自於Saab 92的底盤，改進並且現代化，為公司開拓新的產品線。這是一款讓Saab這個品牌揚名國際的車款，而且也是第一次正式導入英國的Saab車款。

## 車體設計
車體大致上與Saab 93相近，但在1960年改進後側車體，提供更大的行李箱空間、更大的行李箱開口，還有一個更大的後車窗，提供更好的視野。而在1965年將車頭原本的「公牛鼻」水箱罩造型加大，以準備塞下新的引擎與放在前面散熱器。1969年，推出更具現代的概念的Saab 99，用以取代Saab 96。但是Saab 96還是一直持續到1980年才走入歷史。車體更加長的Saab 900於1979年推出，最終在984年取代Saab 99。

## 引擎
Saab 96採用縱置引擎，最初設計是三汽缸二衝程的Saab two-stroke引擎，擁有750cc、38匹馬力。到1963年，排氣量增加至841cc、40匹馬力，也可以選配擁有三重化油器與燃油噴射的57匹馬力版本，此版本也使用在競賽與蒙地卡羅賽事。額外的馬力來自於改裝過的汽缸頭和曲軸配重填所獲得的更高壓縮比。到1964年增加至42匹馬力，而1966年車型更增加至46匹馬力。1967年，96V4問世，使用源於1963年 Ford Taunus 12M的四行程1498cc Ford Taunus V4 引擎。

## 生產數量
Saab 96於1980年1月11日停產，以Saab 99取代，一共生產了547,221輛Saab 96。